# Besnans
Besnans település Franciaországban, Haute-Saône megyében. Lakosainak száma 75 fő (2022. január 1.). Besnans Montbozon, Avilley és Maussans községekkel határos.

## Népesség
A település népességének változása:
| Lakosok száma | 77   | 79   | 80   | 79   | 78   | 77   | 74   | 75   | 75   |
|               | 2013 | 2015 | 2016 | 2017 | 2018 | 2019 | 2020 | 2021 | 2022 |